# Pablo Béjar (actor)

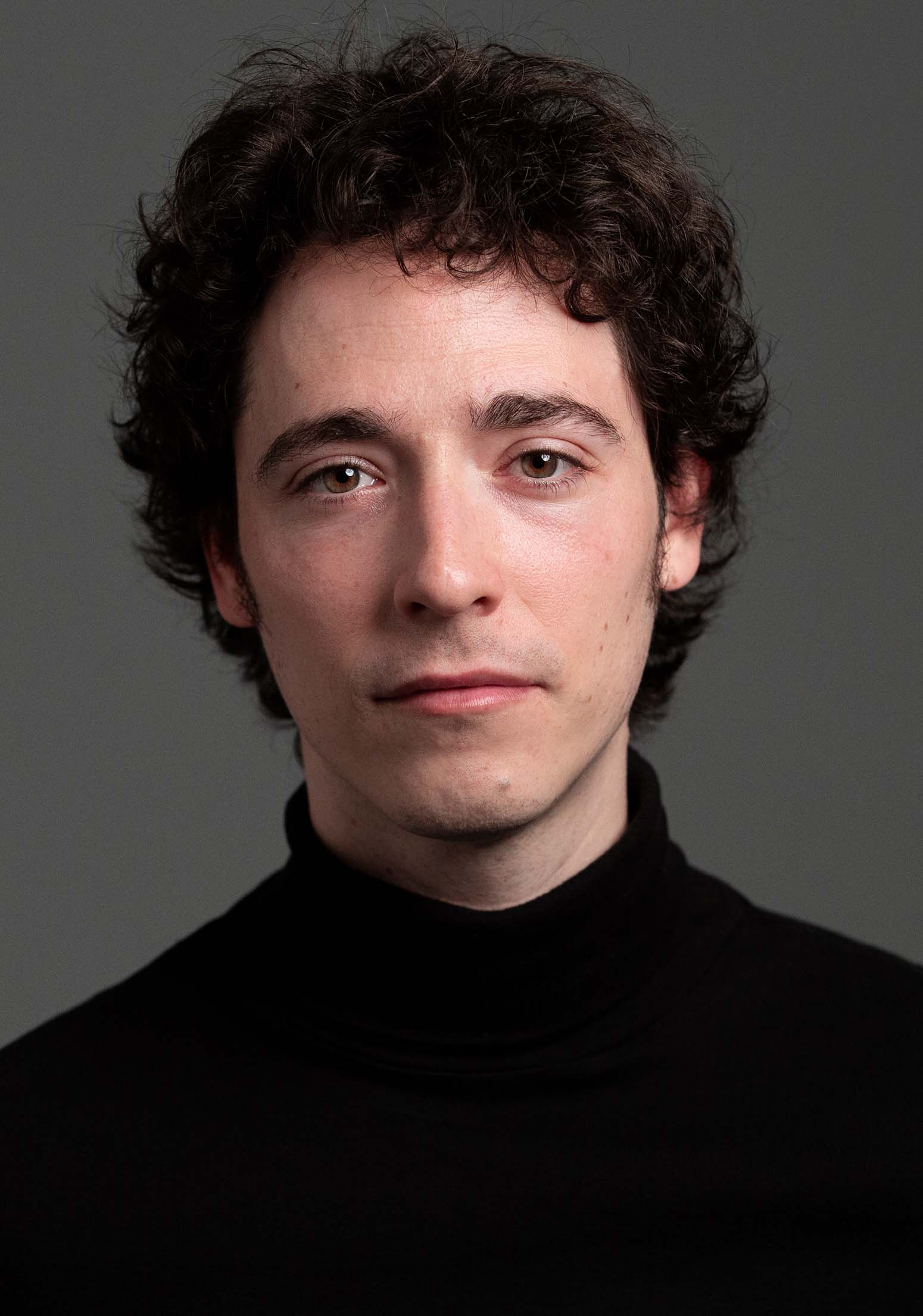
Pablo Béjar, foto de retrato

Pablo Fernando Béjar Carnero  (Sevilla, 1989) es un actor de teatro, cine y televisión español.
Es conocido por sus actuaciones en series como Sueños de Libertad y Brigada Costa del Sol. También por su trayectoria teatral, donde ha protagonizado producciones dentro de la Compañía Nacional de Teatro Clásico y el Centro Dramático Nacional.

## Comienzos
Se forma en la Real Escuela Superior de Arte Dramático en Madrid.
También en el Centro de Estudios Escénicos de Andalucía.
Completa su formación entrenándose con profesionales del sector teatral y audiovisual como Fernando Piernas, Will Keen, John Strasberg, Declan Donnellan, Andrés Lima, Claudio Tolcachir, José Pedro Carrión, Alicia Hermida, Vicente Fuentes y Concha Doñaque entre otros. 

## Trayectoria
Al terminar sus estudios, empieza a desarrollar su carrera en el teatro actuando en obras como Haz clic aquí de Jose Padilla, Malditos 16 de Nando López o Metálica de Iñigo Guardamino, todas ellas en el (CDN) Centro Dramático Nacional.
Trabaja en las producciones de Hey Boy Hey Girl de Jordi Casanova y Fuenteovejuna versionada por Juan Mayorga, ambas dirigidas por José Luis Arellano en el teatro Conde Duque.
De 2016 a 2018 forma parte de la IV Promoción de la Joven Compañía Nacional de Teatro Clásico. Protagonizando obras como La Dama Boba dirigida por Alfredo Sanzol, Fuenteovejuna dirigido por Javier Hernández-Simón, Los Empeños de una casa dirigido por Yayo Cáceres o El Banquete dirigido por Catherine Marnas y Helena Pimenta. Todas estas producciones, después de representarse en el teatro de La Comedia, giran al Festival de Teatro Clásico de Almagro.
En 2019 se incorpora al elenco de Jauría, dirigido por Miguel del Arco estrenándolo en el FIDAE en Montevideo con gira nacional e internacional. El espectáculo obtiene el Premio Max a mejor espectáculo de teatro y mejor autoría o versión teatral.
En 2020 vuelve a la (CNTC) Compañía Nacional de Teatro Clásico y protagoniza El Vergonzoso en Palacio dirigido por Natalia Menéndez y La Comedia de Maravillas dirigida por Lluís Homar.
Del 2021 hasta la actualidad ha trabajado en obras como Run Jamás Caer Vivos de Jose Padilla para Teatros del Canal, Mañanas de abril y mayo dirigida por Laila Ripoll para el Teatro Fernán Gómez y El Principio de Arquímedes dirigido por Josep María Miró. 
En Cine participa en la película La Maniobra de la tortuga dirigida por Juan Miguel del Castillo.
En televisión cabe destacar sus personajes como “Chino” en Brigada Costa del Sol para Telecinco y Netflix y “Mateo Carpena” en Sueños de Libertad para Antena 3 y AtresPlayer. También participa en series como Asalto al Banco Central, Honor, Los Pacientes del doctor García, Caronte o La Catedral del Mar, entre otras.

## Filmografía

#### Televisión
| Televisión | Título                          | Personaje              | Episiodio     | Canal                                 |
| ---------- | ------------------------------- | ---------------------- | ------------- | ------------------------------------- |
| 2024       | Sueños de libertad              | Mateo Carpena          | 126 capítulos | Antena 3, AtresPlayer y Movistar Plus |
| 2024       | Asalto al banco central         | Rehén Ricardo Martínez | 2 capítulos   | Netflix                               |
| 2023       | Honor                           | Agente Quintana        | 5 capítulos   | AtresPlayer y Antena 3                |
| 2023       | Los pacientes del doctor García | José Antonio           | 1 capítulo    | TVE y Netflix                         |
| 2020       | Las chicas del cable            | Eladio                 | 1 capítulo    | Netflix                               |
| 2020       | Caronte                         | Enrique Sanz           | 1 capítulo    | Telecinco y Prime Video               |
| 2019       | Brigada Costa del Sol           | Chino                  | 12 capítulos  | Telecinco y Netflix                   |
| 2018       | La catedral del mar             | Vidal Moneder          | 1 capítulo    | Antena 3 y Netflix                    |
| 2017       | Centro médico                   | José Ángel             | 1 capítulo    | RTVE                                  |

#### Teatro
| Teatro | Título                       | Dirección                         | Personaje                              | Teatro                                                 |
| ------ | ---------------------------- | --------------------------------- | -------------------------------------- | ------------------------------------------------------ |
| 2024   | El monte de las ánimas       | Ignacio García y Pepa Pedroche    | Jesús                                  | Fernán Gómez                                           |
| 2023   | Mañanas de abril y mayo      | Laila Ripoll                      | Don Juan                               | Fernán Gómez                                           |
| 2022   | RUN (Jamás caer vivos)       | Jose Padilla                      | Árbitro, Adam Silver y Presentador     | Teatros del Canal                                      |
| 2022   | El principio de Arquímedes   | Josep María Miró                  | Javi                                   | Quique San Francisco                                   |
| 2021   | La comedia de las maravillas | Lluís Homar                       | Estoracio, Ponce y Majo                | CNTC y Festival de Almagro                             |
| 2020   | El vergonzoso en palacio     | Natalia Menéndez                  | Mireno                                 | CNTC                                                   |
| 2019   | Jauría                       | Miguel del Arco                   | Cabezuelo                              | Pavón Teatro Kamikaze                                  |
| 2019   | Metálica                     | Iñigo Guardamino                  | Luca, Luca B y Operario                | CDN                                                    |
| 2018   | El banquete                  | Catherine Marnas y Helena Pimenta | Hamlet, Romeo, Laurencio y El Burlador | CNTC                                                   |
| 2018   | Los empeños de una casa      | Yayo Cáceres                      | Don Pedro                              | JCNTC                                                  |
| 2017   | La dama boba                 | Alfredo Sanzol                    | Laurencio                              | JCNTC                                                  |
| 2017   | Fuenteovejuna                | Javier Hernández-Simón            | Frondoso                               | JCNTC                                                  |
| 2017   | Malditos 16                  | Quino Falero                      | Rober                                  | CDN                                                    |
| 2016   | La villana de Getafe         | Roberto Cerdá                     | Don Pedro                              | JCNTC                                                  |
| 2015   | Fuenteovejuna                | José Luis Arellano                | Flores                                 | Conde Duque                                            |
| 2015   | Hey boy hey girl             | José Luis Arellano                | Benvo                                  | Conde Duque                                            |
| 2014   | Haz clic aquí                | Jose Padilla                      | Javier                                 | Reposición CDN                                         |
| 2013   | Haz clic aquí                | Jose Padilla                      | Javier                                 | CDN                                                    |
| 2012   | Por el sótano y el torno     | Jesús Salgado                     | Don Duarte                             | Festival de teatro en Casa Blanca. Marruecos           |
| 2009   | Hotel party                  | Carlos Álvarez Novoa              | Marco                                  | CEEA                                                   |
| 2008   | Soledades                    | Jorge Cuadrelli                   | Hombre Viejo y Niño                    | Sala El Cachorro                                       |
| 2006   | Bodas de sangre              | Antonio Reina                     | Leonardo                               | Festival de teatro en las montañas del Escambray. Cuba |

#### Cine
| Cine | Título                    | Dirección                | Personaje | Produce              |
| ---- | ------------------------- | ------------------------ | --------- | -------------------- |
| 2025 | Me has robado el corazón  | Chus Gutiérrez           | Chino     | Ficción Producciones |
| 2022 | La maniobra de la tortuga | Juan Miguel del Castillo | Jose      | Álaran Films         |

#### Cortos
| Cortos | Título | Dirección     |
| ------ | ------ | ------------- |
| 2023   | Rutina | Roberto López |
| 2021   | Hastío | Ruth Rubio    |

#### Ficción sonora
| Ficción sonora | Título                    | Dirección       | Personajes     | Produce                   |
| -------------- | ------------------------- | --------------- | -------------- | ------------------------- |
| 2025           | La Celestina              | Benigno Moreno  | Calisto        | RNE y Festival de Almagro |
| 2025           | Luces de bohemia          | Benigno Moreno  | Dorio de Gádex | RNE                       |
| 2024           | Yerma                     | Pilar Távora    | Victor         | Amazon Audible            |
| 2023           | Entre b0bos anda el juego | Benigno Moreno  | Don Pedro      | RNE y Festival de Almagro |
| 2014           | Haz clic aquí             | Nicolas Jackson | Javier         | CDN                       |

## Premios & Reconocimientos
- Medalla de honor de Castilleja de Guzmán 2025 por su trayectoria en las Artes Escénicas & Espacio escénico Pablo Béjar en el teatro Federico García Lorca.
- Mejor Interpretación por Hastío en Notofilmfest (nominado)

#### Reseñas
- sobre Sueños de Libertad.
- sobre Sueños de Libertad.
- sobre Brigada Costa del Sol.
- reseña de IMDB.
- entrada de A6 Cinema.

#### Reportajes
- El Diario de Sevilla sobre Pablo Béjar.
- El Diario de Sevilla sobre Pablo Béjar.
- Revista Teatros entrevista a Pablo Béjar por El vergonzoso en Palacio.
- Revista Teatros entrevista a Pablo Béjar como actor joven revelación.

#### Críticas
- ABC Cultura sobre El Principio de Arquímedes.
- El Teatrero sobre El principio de Arquímedes.
- Vista teatral sobre Mañanas de abril y mayo.
- El País sobre La dama boba.
- Cerca de la Acera sobre El banquete.
- Kritilio sobre La comedia de maravillas